# Мошони-Дуна
Мошони-Дуна, также Мо́шонский Дуна́й (венг. Mosoni-Duna) — река на северо-западе Венгрии и в Словакии, правобережный рукав реки Дунай. Дунай и Мошони-Дуна ограничивают наносный остров Сигеткёз, особенно благоприятный для земледелия. Ответвляется у пригородов словацкой столицы Братиславы Русовце (Оросвар) и Чуново (Дуначун) и венгерской деревни Дунакилити и впадает в Дунай у деревни Венек. Течёт по медье Дьёр-Мошон-Шопрон на низменности Кишальфёльд. В Мошони-Дуна у города Мошонмадьяровар впадает Лайта, а у города Дьёр — Раба.